# Доходный дом Е. П. Михайлова
Доходный дом Е. П. Михайлова — памятник архитектуры. Расположен в Петроградском районе Санкт-Петербурга, современный адрес дома — улица Лизы Чайкиной, 22.

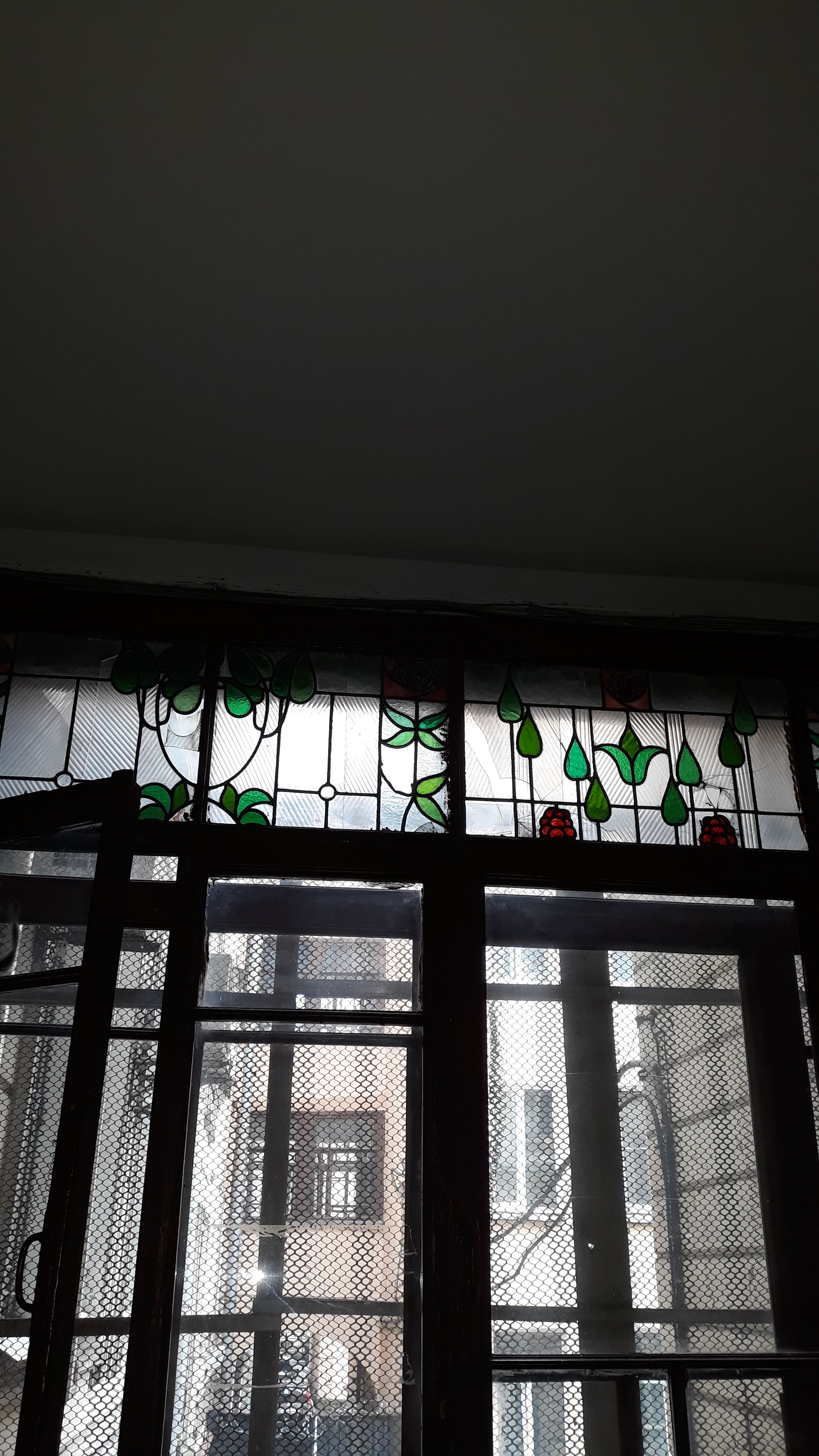

Построен техником А. А. Зографом для купца Е. П. Михайлова в 1901—1902 годах, похож на стоящий рядом и построенный позднее дом П. Н. Парусова. Фасады обильно оформлены лепниной с кругами, венками и параллельными бороздками, густой листвой и стилизованными цветами, женскими маскаронами; вертикальные линии плюща скопированы с дома О. Вагнера на венской улице Линке-Винцейле, 40.
Дом пятиэтажный, фасад украшен двумя эркерами с небольшими шпицами.
Среди жителей дома были Н. А. Тырса, Н. К. Недокучаев, А. Е. Ксенофонтов, И. В. Егоров, Л. Г. Утриайнен, М. С. Лесман.